# Ingemar Wiberg
Håkan Ingemar Wiberg, född 15 oktober 1935 i Gamlestaden, Göteborg, död 16 juni 2009 i Lerum, var en svensk scenograf.

## Biografi
Wiberg var en av Sveriges mest anlitade scenografer. Han svarade för scenografin till mer än 200 uppsättningar på Stadsteatern, Stora Teatern och Lisebergsteatern i Göteborg.
I 35 år var han anställd vid SVT i Göteborg där han var inblandad i välkända produktioner som till exempel Jubel i busken, Blå gatan, Hem till byn och
Svenska hjärtan. Han gjorde scenografin till Melodifestivalen 1985 när Lill Lindfors tappade kjolen.
Han belönades med privatteatrarnas pris Guldmasken flera gånger för Bästa Scenografi till bl.a. Tomas Revy på Lisebergsteatern 1991, I hetaste laget på Cirkus i Stockholm 1994, Guys and Dolls på Oscarsteatern 1998, han har skapat scenografin till alla sommarpjäser på Fredriksdalsteatern i Helsingborg mellan 1995 och 2009 och musikalen Singin' in the Rain på Oscarsteatern 2007.
Ingemar Wiberg var gift med Gun-Britt Viberg från 1959 och tillsammans fick de tre döttrar. Han avled den 16 juni 2009, 73 år gammal och är gravsatt på Lerums östra kyrkogård.

## Teater
| År   | Produktion                                           | Upphovsmän                                                               | Regi             | Teater              | Noter |
| ---- | ---------------------------------------------------- | ------------------------------------------------------------------------ | ---------------- | ------------------- | ----- |
| 1982 | Hollywood nästa I ought to be in the pictures        | Neil Simon Översättning Gunhild Ramstedt                                 | Herman Ahlsell   | Lisebergsteatern    |       |
| 1991 | Tomas revy                                           | Tomas von Brömssen                                                       | Bo Hermansson    | Lisebergsteatern    |       |
| 1994 | I hetaste laget Sugar                                | Peter Stone, Jule Styne och Bob Merrill                                  | Bo Hermansson    | Cirkus, Stockholm   |       |
| 1995 | Husan också                                          | Åke Cato och Mikael Neumann                                              | Hans Bergström   | Fredriksdalsteatern |       |
| 1998 | Guys and Dolls                                       | Frank Loesser, Joe Swerling och Abe Burrows                              | Hans Marklund    | Oscarsteatern       |       |
| 2000 | Arnbergs korsettfabrik Der Keusche Lebemann          | Franz Arnold och Ernst Bach Bearbetning Hans Bergström och Adde Malmberg | Hans Bergström   | Fredriksdalsteatern |       |
| 2000 | Maken till fruar                                     | Ray Cooney                                                               | Bo Hermansson    | Oscarsteatern       |       |
| 2001 | Kärlek och lavemang Le Malade imaginaire             | Molière Bearbetning Hans Bergström och Adde Malmberg                     | Hans Bergström   | Fredriksdalsteatern |       |
| 2002 | Hon jazzade en sommar Der wahre Jacob                | Franz Arnold och Ernst Bach Bearbetning Adde Malmberg                    | Hans Bergström   | Fredriksdalsteatern |       |
| 2002 | Lorry, revy                                          | Peter Dalle                                                              | Peter Dalle      | Oscarsteatern       |       |
| 2003 | Kaos i folkparken                                    | Adde Malmberg, Johan Schildt och Robert Sjöblom                          | Jan Hertz        | Fredriksdalsteatern |       |
| 2004 | Fångad på nätet                                      | Ray Cooney                                                               | Bo Hermansson    | Oscarsteatern       |       |
| 2004 | Schlageryra i folkparken                             | Adde Malmberg, Johan Schildt och Robert Sjöholm                          | Adde Malmberg    | Intiman             |       |
| 2006 | Herrskap och tjänstehjon Il servitore di due padroni | Carlo Goldoni Bearbetning Adde Malmberg                                  | Jan Hertz        | Fredriksdalsteatern |       |
| 2006 | Singin' in the rain                                  | Betty Comden, Adolph Green, Arthur Freed och Nacio Herb Brown            | Bo Hermansson    | Oscarsteatern       |       |
| 2007 | Rivierans Guldgossar Dirty Rotten Scoundrels         | David Yazbek och Jeffrey Lane                                            | Bo Hermansson    | Cirkus, Stockholm   |       |
| 2008 | Rabalder i Ramlösa                                   | Adde Malmberg och Johan Schildt                                          | Roine Söderlundh | Fredriksdalsteatern |       |

## Priser och nomineringar
| År   | Uppsättning              | Pris       | Kategori         | Resultat  |
| ---- | ------------------------ | ---------- | ---------------- | --------- |
| 1992 | Tomas revy               | Guldmasken | Bästa scenografi | Vann      |
| 1995 | I hetaste laget          | Guldmasken | Bästa scenografi | Vann      |
| 1997 | Hotelliggaren            | Guldmasken | Bästa scenografi | Vann      |
| 1998 | Guys and dolls           | Guldmasken | Bästa scenografi | Vann      |
| 2002 | Lorry                    | Guldmasken | Bästa scenografi | Nominerad |
| 2004 | Kaos i folkparken        | Guldmasken | Bästa scenografi | Nominerad |
| 2005 | Mölle by the sea         | Guldmasken | Bästa scenografi | Vann      |
| 2006 | Hemvärnets glada dagar   | Guldmasken | Bästa scenografi | Nominerad |
| 2007 | Singin in the rain       | Guldmasken | Bästa scenografi | Vann      |
| 2007 | Herrskap och tjänstehjon | Guldmasken | Bästa scenografi | Nominerad |
| 2009 | Rabalder i Ramlösa       | Guldmasken | Bästa scenografi | Nominerad |
| 2009 | Kuta och kör             | Guldmasken | Bästa scenografi | Nominerad |